# غولرسدورف
غولرسدورف (بالألمانية: Göllersdorf) هي بلدة تقع في منطقة هولابرون في النمسا السفلى.